# Мулкой (тайп)
Мулкой (чечен. Мулкъой) — чеченский тайп, происходящий из исторической области Мулкъа, Аргунского ущелья, Итум-Калинский район в бассейне левых притоков Чанты-Аргун. На западе и востоке оно граничило с обществом Пешхой и Шатой, на востоке и юго-востоке с Чуохой-Гухой, на юге с Терлой.

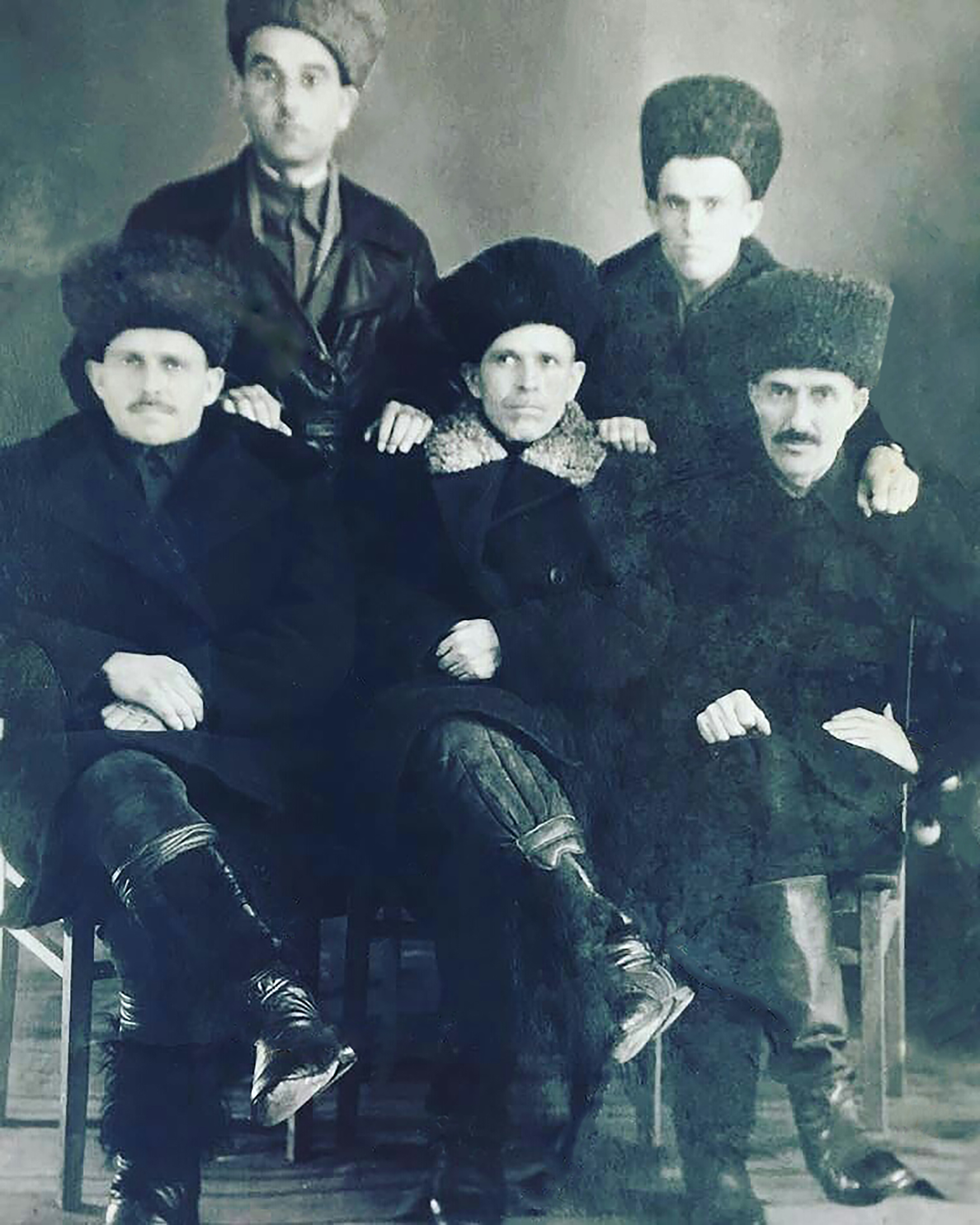
Мулкъой

## Состав
Общество Мулкой делится на субтайповое деление, состоит из 9 гар: Коттой, Жайнхой, Медархой, Хьуркой, БIoвархой, Басхой, Бенгарой, Кейштрой, ГIезир-Кхеллой.

## Расселение
Историческая область Мулкъа — располагалось в бассейне левых притоков Чанты-Аргуна Мулкан-Эка и Гухойн-эрк между горными вершинами Конжухой (2231 м) на юге и хребтом Гумуртаиркорт (2074 м.) на севере. На западе оно граничило с обществом Пешхой, на востоке и юго-востоке с Чухой, на юге с Терлой и на севере за хребтом Гумуртаиркорт с Шото́й.
В исследуемое время здесь имелись боевыe и жилые башенные комплексы, крепости, отселки, хутора и жилые башни усадебного типа, карстовые пещеры, склепы — могильники, древнee кладбище с огромными языческими надмогильными плитами, на которых изображены солярные знаки. Они представляют несколько эпох: языческий, христианский и мусульманский, также сохранились руины давно заброшенных сел — Гӏезир-Кхелли (Гӏезир-Кхеллой), Бассаха/Басхой, Бӏова/БIoвархой, Меда/Медархой, Бенгара/Бенгарой, Кейшта/Кейштрой, Котта/Коттой, Ирзехой, Эниста, Калга, Жайне/Жайнхой, Хьархичу, Хазин-бӏов, Тевсин-гӏала и другие, на сегодняшний день все эти поселения лежат в руинах полностью разрушенный временем, и войнами. По оценкам исследователей о древности башен в Мулкъое — свидетельствует циклопичность построек, относительно грубая обработка камня и солярные знаки, выбитые на их стенах. В настоящее время большая часть исторических памятников и вся территория Мулкъа, до сих пор остается неисследованной.
31 мая 1995 году, родовое село тайпа Мулкъой является Харсеной, которое насчитывало ни один век истории, было стёрто с лица Земли за считанные часы с помощью 8 самолётов-истребителей. Дома, которые остались после той бомбёжки можно было пересчитать на пальцах одной руки. После тех известных событий, все оставшиеся жители селения разъехались по другим районам республики, оставив свою малую родину, то место, где они родились и прожили большую часть своей жизни. До выселения чеченцев данное село считалось одним из самых заселённых и обеспеченных сёл Шатойского района. Здесь насчитывалось около 700 дворов, школа, библиотека. Люди тогда, в основном, занимались земледелием и скотоводством.
Сегодня представители тайпа Мулкъой в основном проживают в городе Грозном, в селениях: Харсеной, Гой-Чу, Гойское, Алхазурово, Гикало, Пригородное, Алды, Серноводская, Ассиновская, Самашки, Алхан-Кала, Пседах, Валерик, Ищёрская, Теркйисте, и в других чеченских селах. Историческая область тайпа Мулкъой находится в горах Итум-Калинского района, сегодня там никто не живёт, со времен высылки чеченцев в Казахстан, а древние селения лежат в руинах.

## Этимология
Название этнонима Мулкъ по некоторым историческим сведениям отождествляется с Мулк переводится, как общественно-управляемые земли.

## История
В исторических документах первые упоминания о тайпе мулкъой относятся к XVI—XVII вв. к Чеченской группе.
1618 г. — Первое упоминание в русских документах чеченского общества мулкоевцев и джараховцев («Ераханские люди»).
В исторических документах 1619 года также упоминается общество мулкъой — Мерезинские и шибуцкие люди — Тшанские и Мулкинские люди.
В конце XVIII-начале XIX в. в Мулкъое добывали помимо свинца, в незначительном количестве и серебро. На протяжении XVII века чеченское общество мулкъой играло немалую роль в установлении связей, торговли и сотрудничества Аргунских обществ с соседними народами.
Из ранних российских источников известно, что «в 1618 году люди кабардинского князя Сунчалея ездили по важному делу в общество Мулки — Мулкой».
1629 г. — первое сообщение о поездках русских стрельцов из Терки в горы для покупки свинца у обществ мулкой (верховья Аргуна.).
В 1619 году состоялся крупный поход объединённых сил северокавказских народов и России против ногайских татар, разоривших и пожегших многие притеречные улусы. В письме кабардинского князя Алегука воеводе Н. Д. Вельяминову-Зернову сообщается, что сообщества чеченцев — мережей, шатой, мулкой и другие соседние общества готовились в поход на орду больших ногайцев.
В исторических документах мулкъой упоминается, как вольное общество — наряду с княжескими владениями сохранялись и свободные, не подчиняющиеся князьям, сельские общины. В горных и высокогорных зонах Чечни под названием «обществ», горских «землиц» и «земель»: мичкизы, меризи, шубуты, мулки (мулкой), калки, ероханские люди, тшанские люди, ококи, окочанская земля. Эти образования в одних случаях объединяли несколько общин разных тайпов, в других — являются наименованием отдельных тайповых организаций, включающих два-три поселения.
В русских документах сообщается, что в первой половине июня 1840 года Шамиль «с незначительным сборищем шатоевцев и чеберлоевцев», двигаясь в сторону Владикавказа, «требовал ог жителей» общества Мулкой «чтобы они также присоединились к нему». По совету одного из наибов, за пассивность Шамиль казнил якобы «несколько старшин». Мулкойцы в ответ напали, однако, «на скопище его» и убили «многих из самых приверженных к Шамилю», в том числе его кунака, «у которого он жил в Аргунском ущелье» — Шабана Шатоевского «и эмира Мааша». Шамиль получил от мулкойцев две, «как говорят, весьма» опасные раны — «одну в руку, а другую в живот», после чего он «с трудом возвратился» назад, а «сборище его разошлось».
Из ранних российских источников известно, что в 1618 году был совместный поход аварского нуцала Махти, князя Сунчалея Черкасского и воевод Терского города на земли шибутские, мичикские и ингушские аулы, (шибутские, и мичикские земли имеются в виду чеченцы). По преданиям Общества мулкъой тоже известно, что общество мулкъой становятся известными русским вследствие одного события: после того, как один Кабардинский князь с помощью отряда русских прошёл в горы к ингушам, разорил их и заставил платить им дань, дагестанский князь тоже захотел последовать его примеру и принудить чеченцев Аргунского округа платить ему дань. Дагестанцы с отрядом казаков, у которых имелось огнестрельное оружия, двинулись от Шатоя вверх от Аргунского ущелья, и везде их продвижению оказывалось сопротивление, от Ушкалоя повернув на право, они подошли к с. Чӏуохой. После ультиматума, который жители сразу отвергают, начинаются боевые действия. Чӏуохоевцы (гухой) посылают гонцов к соседям, прося о помощи. В самый тяжелый для жителей села момент Мулкъоевцы приходят к ним на помощь, внезапно нападают сбоку на врага, где впервые применяют огнестрельные ружья. Не ожидавшие такого удара, растерявшись, дагестанцы и казаки, неся потери, бегут оттуда. В честь этой знаменательной победы была сооружена боевая башня и назвали её «Чӏуо-Мулкъ». Это сражение произошло тоже примерно где-то в 1618 году, как и сообщается в ранних российских источниках, поход аварского нуцала Махти и воеводaы Терского, на горные общества Чечни в 1618 году после этого о Мулкъоевцах заговорили как о влиятельной силе Аргунского ущелья.
Из российских источников 1911 года сообщается также, что население исследуемого горного района Чечни разбивается на несколько групп, имеющих различные местные наименования, происхождение которых относится к очень далеким временам. Так есть «чантинцы» или «итумцы», «хачарой», «дзумсой», «мулкой», «шарой», «макажой» и проч..
Вазар в своей книге описывает страну алан, расположенную на пространстве к северу от реки Куры и Тушетии, от реки Алазань и Азербайджана, севернее истоков (родников) Терека и его узкого ущелья (Дарьяла) с землями к северу от реки Терек и равнины «Сотай» до Каспийского моря, включая страну к югу от рек Идал (Волга) и Дон. В рукописи упоминаются населённые пункты алан: Мажар, Дади-Ке, крепость Баланжар, Балх, Малка (чечен. Мулкъа) Нашах (чечен. Нашха) Макжа, Аргун, Килбах, терки, а также описывается местность нижнего течения Терека при впадении в Каспийское море, включая равнину Кешан и остров Чечень.
В периоды средних веков и новое время горная Чечня состояла из отдельных обществ: Аьккхий, чӀаьнтий, мялхий, чебарлой, шарой, шотой, нашхой, майстой, садой, терлой, пешхой, чинахой, кей, мержой, хилдехарой, галай, мулкой, орстхой и др. Каждое ущелье, которое они занимали в отдельности, до сих пор сохраняет руины жилых и боевых башен, склеповые сооружения и кладбища из каменных ящиков и грунтовых могил.
Участники обороны Брестской крепости призванных из ЧР. Выходцы из тайпа мулкъой — Чадаев Сухи из с. Бенгарой Пропал б/в Погиб в крепости, Сардалов Элибек с. Бенгарой. Чеченец. Служил в 333-м стрелковом полку в 4-й роте. Пропал б/в Погиб в крепости (сведения мл. лейтенанта Бейтемирова С.-А.). Тугаев Абдурахман Сел. Бенгарой. Чеченец. Служил в 4-й роте 333-го стрелкового полка. Знаменитый прыгун в высоту. Погиб в крепости (сведения С.-А. Бейтемирова). из тайпа мулкъой на фронт Великой Отечественной войны из с. Харсеной ушли 47 мужчин из них вернулись домой только несколько человек.
Основателем известного чеченского тайпа Мулкъо, по преданиям, является легендарный герой Мулкъо, о доблести и подвигах, которого слагается много легенд. У Мулкъо выросло много сыновей. Повзрослев, они со своими семьями расселились по ущелью, впоследствии из них образовался тайп мулкъой. Местность стала называться Мулкъа или Мулкъой-мохк. Мулкъой — тайп не входят тукхум и сам состоит из 9 гар. Сегодня регион не жилой и единственное напоминание, что там кто-то жил, это остатки разрушенных башен, крепостей и жилых комплексов. Но в горах Мулкъой мохк есть святыня — зерат Ибрахим-Хаджи, которая особо почитаема Мулкъоевцами. В ходе исследования приведенных материалов выяснилось, что духовной территорией тайпа мулкъой считает местность Мулкъа, тайповая гора и башни предков, вот с чем идентифицируют себя мулкъоевцы. Историческая память своей территории имеет огромное нравственное значения для всего тайпа. О чём говорит священный завет предков: «кто не знает имена своих отцов-предков, не изучает их обычаи, этикет и не соблюдает их — он не чеченец, он раб».